# Cryphia mitsuhashii
Cryphia mitsuhashii är en fjärilsart som beskrevs av Nobukatsu Marumo 1917. Cryphia mitsuhashii ingår i släktet Cryphia och familjen nattflyn. Inga underarter finns listade i Catalogue of Life.